# Дјепантал
Дјепантал (фр. Dieupentale) насеље је и општина у јужној Француској у региону Миди Пирене, у департману Тарн и Гарона која припада префектури Монтобан.
По подацима из 2011. године у општини је живело 1462 становника, а густина насељености је износила 238,11 становника/km². Општина се простире на површини од 6,14 km². Налази се на средњој надморској висини од 108 метара (максималној 154 m, а минималној 95 m).

## Демографија
| 1962. | 1968. | 1975. | 1982. | 1990. | 1999. | 2011. |
| ----- | ----- | ----- | ----- | ----- | ----- | ----- |
| 549   | 584   | 614   | 617   | 662   | 733   | 1.462 |

График промене броја становника у току последњих година

## Споменици
- Градска кућа.
- Дворац, де Лапарре де Саинт-Сернин.
- Црква.
- звоник.
- Рат спомен.
- Олд Товн Халл.